# Administracja ogólna
Administracja ogólna – regulacja prawna rangi ustawowej, mająca na celu kształtowanie ustroju administracji państwowej w okresie międzywojennym. Administracja ogólna oznacza system organizacji i zarządzania jednostkami terytorialnymi.

## Powołanie administracji ogólnej
Wydanie rozporządzenia Prezydenta RP z 1928 r. zakończyło okres przygotowania do ujednolicenia ustroju administracji ogólnej. Istniejące przedtem różnorodne akty prawne w poszczególnych dzielnicach nie sprzyjały kierowaniu i zarządzaniu państwem. Ustawa tymczasowa z 1919 r. o organizacji władz administracyjnych II instancji dotyczyła wyłącznie województwa warszawskiego, łódzkiego, kieleckiego, lubelskiego i białostockiego. Stolica Warszawa stanowiła odrębną jednostkę administracyjną.  
Z kolei według rozporządzenie Rady Ministrów z 1924 r. w przedmiocie organizacji władz administracyjnych II instancji, moc obowiązujących rozwiązań  rozciągnięto na terytorium całego kraju, z wyjątkiem dwóch województw byłej dzielnicy pruskiej (poznańskiego i pomorskiego) oraz autonomicznego województwa śląskiego.
Powołanie administracji ogólnej nastąpiło na podstawie rozporządzenia Prezydenta RP z 1928 r. o organizacji i zakresie działania władz administracji ogólnej. Rozporządzenie było nowelizowane ustawą z 1930 r. w sprawie zmiany niektórych postanowień rozporządzenia Prezydenta RP z dnia 19 stycznia 1928 r. o organizacji i zakresie działania władz administracji ogólnej. Natomiast  w 1936 r. ukazało obwieszczenie Ministra Spraw Wewnętrznych z 1936 r. w sprawie ogłoszenia jednolitego tekstu rozporządzenia Prezydenta RP o organizacji i zakresie działania władz administracji ogólnej.
Rozporządzeniem Prezydenta RP utrzymano istniejący podziałał terytorialny Polski na województwa, powiaty i gminy, nadano natomiast nowe kompetencje organom administracji ogólnej.

## Władza administracji ogólnej
Władzami administracji ogólnej były:
- wojewodowie, komisarz rządu, starostowie powiatowi i starostowie grodzcy;
- organa komunalne, które spełniały zadania administracji ogólnej w zakresie ustalonym przez rozporządzenie oraz inne przepisy prawne.

Wojewodowie, komisarz rządu, starostowie powiatowi i starostowie grodzcy, działali pod osobistą odpowiedzialnością samodzielnie i jednoosobowo, z zastrzeżeniem kolegialnego załatwiania spraw stosownie do postanowień rozporządzenia względnie innych przepisów prawnych.

## Wojewodowie
Na czele województwa stał wojewoda, mianowany przez Prezydenta Rzeczypospolitej na wniosek Rady Ministrów, przedstawiony jej przez Ministra Spraw Wewnętrznych, Wojewoda podlegał pod względem osobowym Ministrowi Spraw Wewnętrznych, pod względem służbowym zaś, zależnie od rodzaju spraw, wchodzących w zakres jego działania, poszczególnym ministrom dla danego działu administracji.
Wojewoda był na obszarze województwa:
- przedstawicielem Rządu, sprawującym z tego tytułu funkcje przekazane mu rozporządzeniem lub specjalnie zlecone przez Rząd;
- szefem administracji ogólnej, to jest  administracji spraw wewnętrznych oraz innych działów administracji, bezpośrednio zespolonych we władzach administracji ogólnej.

## Stanowisko wojewody jako przedstawiciela Rządu
Jako przedstawiciel Rządu wojewoda miał obowiązek i prawo:
- wyłącznego reprezentowania Rządu przy uroczystych wystąpieniach, o ile Rząd nie wysłał osobnego delegata;
- uzgadniania działalności całej administracji państwowej  na obszarze województwa w myśl zasadniczej linii działalności Rządu;
- ogólnego nadzoru nad sprawami osobowymi funkcjonariuszy państwowych ze stanowiska wymogów bezpieczeństwa, spokoju i porządku publicznego;
- uzgadniania działalności administracji cywilnej, jako też interesów gospodarczych województwa, z potrzebami obrony Państwa.

## Stanowisko wojewody jako szefa administracji ogólnej
Do zakresu działania wojewody jako szefa administracji ogólnej należą wszystkie sprawy:
- administracji spraw wewnętrznych, to jest administracji z zakresu działania, bezpośrednio podległego Ministrowi Spraw Wewnętrznych;
- administracji przemysłu i handlu, z wyjątkiem spraw przekazanych administracji górniczej, urzędom probierczym i służbie legalizacji narzędzi mierniczych oraz administracji spraw morskich, która w chwili wejścia w życie rozporządzenia  nie wchodziła w zakres działania wojewody;
- administracji rolnictwa, z wyjątkiem administracji lasów państwowych, państwowych zakładów chowu koni, szkolnictwa rolnego i leśnego, państwowych instytutów i zakładów rolnego oraz innych spraw, które stosownie do obowiązujących przepisów wojewodzie nie podlegały;
- administracji opieki społecznej i pośrednictwa pracy;
- administracji robót publicznych, z wyjątkiem spraw, przekazanych dyrekcjom dróg wodnych. Dla wykonywania specjalnych robót i ich administracji Minister Robót Publicznych w porozumieniu z Ministrem Spraw Wewnętrznych tworzył organy techniczno-budowlane, niezespolone z władzami administracji ogólnej;
- administracji spraw wyznaniowych oraz spraw sztuki i kultury, ochrona zabytków, itp.

## Odpowiedzialność wojewody
W zakresie administracji ogólnej wojewoda był:
- odpowiedzialnym wykonawcą zleceń właściwych ministrów;
- służbowym zwierzchnikiem odnośnych władz, urzędów i organów oraz przełożonych funkcjonariuszy tych władz, urzędów i organów;
- organem zarządzającym, orzekającym, rozstrzygającym i stawiającym wnioski;
- przewodniczącym wszystkich organów kolegialnych, rad, komisji, powołanych przez obowiązujące przepisy do współdziałania w powyższych działach administracji państwowej.

## Wojewoda jako szef administracji ogólnej
Wojewoda spełniał swoje zadania jako szef administracji ogólnej przez:
- udzielanie wskazówek i poleceń władzom administracji ogólnej oraz innym władzom i urzędom, jemu podległym;
- rozstrzyganie odwołań od orzeczeń i zarządzeń władz powiatowych, miejskich i gminnych oraz innych władz i urzędów, wojewodzie podległych, w ramach przepisów prawnych regulujących właściwość i tok instancji w postępowaniu administracyjnym;
- wydawanie orzeczeń i zarządzeń w I instancji w przypadkach przewidzianych przez przepisy prawne;
- wykonywanie nadzoru nad działalnością władz administracji ogólnej oraz innych władz i urzędów  podledłych wojewodzie.

## Urząd wojewódzki
Wszyscy funkcjonariusze w urzędzie wojewódzkim oraz we władzach i urzędach państwowych, podległych wojewodzie byli na etacie Ministerstwa Spraw Wewnętrznych, z wyjątkiem funkcjonariuszy fachowych, pozostających na etatach innych ministerstw, a przydzielonych do załatwiania spraw wymagających zawodowej wiedzy fachowej. Funkcjonariuszami fachowymi  byli funkcjonariusze piastujący takie stanowiska służbowe, których zajmowanie zależało od wykazania się specjalnym teoretycznym wykształceniem fachowym, z wyłączeniem wykształcenia  prawniczego.  

## Wojewódzkie organy kolegialne
Do współdziałania z wojewodą w wykonywaniu zadań administracji ogólnej w zakresie, ustalonym przez przepisy prawne, powołano czynnik obywatelski, reprezentowany przez organa samorządu wojewódzkiego.
Rada wojewódzka składała się z członków, wybranych przez sejmiki powiatowe i rady miejskie miast wydzielonych z powiatowych związków komunalnych - po jednym przez każdy sejmik, względnie radę miejską.

## Powiatowe władze administracji ogólnej
Na czele powiatu stał starosta powiatowy, mianowany przez Ministra Spraw Wewnętrznych. Starosta powiatowy podlegał pod względem osobowym  wojewodzie względnie Ministrowi Spraw Wewnętrznych, zaś pod względem służbowym bezpośrednio wojewodzie.
Do zakresu działania starosty powiatowego jako szefa administracji ogólnej należały wszystkie sprawy administracji państwowej na obszarze powiatu, o ile na mocy obowiązujących przepisów nie były zastrzeżone przez  właściwości władz naczelnych lub wojewody.  
Na czele powiatu miejskiego stał starosta grodzki, mianowany przez Ministra Spraw Wewnętrznych.
Rozporządzeniem Rady Ministrów z dnia 19 marca 1928 r. w sprawie powiatów miejskich, utworzono odrębne powiaty miejskie dla celów administracji państwowej.

## Powiatowe organy kolegialne
Do współdziałania ze starostą powiatowym w wykonywaniu zadań administracji ogólnej powołano czynnik obywatelski, reprezentowany przez organa samorządu powiatowego.